# MATSUぼっち
『MATSUぼっち』（マツぼっち）は、フジテレビ系列で2016年4月22日 から2020年10月1日まで毎週木曜日 0:25 - 0:55（水曜深夜、JST）に放送されていたバラエティ番組。EXILE元パフォーマーの松本利夫の初の冠番組。

## 概要
EXILEのパフォーマーを卒業した松本利夫が、未知なる世界に体当たり潜入するバラエティ番組。開始当初は金曜 0:25 - 0:55（木曜深夜）に放送されていたが、2017年10月からは木曜 0:25 - 0:55（水曜深夜）に枠移動した。

## 出演者

### メイン出演者
- 松本利夫

## コーナー

### スイーツダンサー松本シェフ夫
- スイーツ好きの松本利夫がおすすめスイーツを紹介する。
- 軽快なステップでスイーツを美女のお口に運び、甘い一言をもらう。

### 松本シェフ夫のコソコソスイーツ
- 松本利夫が楽屋やロケバスなどでこっそりスイーツを食べているところをスタッフに窘められるが、意に介さずそのスイーツを紹介する。

### 今宵のヤバい
- 松本利夫の口癖「ヤバい」を引き出す「芸」「グッズ」「グルメ」を紹介。

## ネット局
2020年4月現在
| 放送対象地域 | 放送局                    | 系列           | 番組開始日                    | 放送日時                     | 放送状況   |
| ------------ | ------------------------- | -------------- | ----------------------------- | ---------------------------- | ---------- |
| 関東広域圏   | フジテレビ（CX）          | フジテレビ系列 | 2016年4月22日 - 2020年10月1日 | 木曜 0:25 - 0:55（水曜深夜） | 制作局     |
| 岩手県       | 岩手めんこいテレビ（mit） | フジテレビ系列 | 2016年4月22日 - 2020年10月1日 | 木曜 0:25 - 0:55（水曜深夜） | 同時ネット |
| 長野県       | 長野放送（NBS）           | フジテレビ系列 | 2016年4月22日 - 2020年10月1日 | 木曜 0:25 - 0:55（水曜深夜） | 同時ネット |
| 北海道       | 北海道文化放送（uhb）     | フジテレビ系列 | 2016年5月1日 -                | 月曜 1:40 - 2:10（日曜深夜） | 遅れネット |
| 宮城県       | 仙台放送（OX）            | フジテレビ系列 | 2016年5月5日 -                | 火曜 1:25 - 1:55（月曜深夜） | 遅れネット |
| 広島県       | テレビ新広島（tss）       | フジテレビ系列 | 2016年5月6日 - 2020年11月2日  | 月曜 1:25 - 1:55（日曜深夜） | 遅れネット |
| 近畿広域圏   | 関西テレビ（KTV）         | フジテレビ系列 | 2016年7月14日 -               | 木曜 4:53 - 5:25             | 遅れネット |
| 熊本県       | テレビ熊本（TKU）         | フジテレビ系列 | 2017年11月8日 -               | 水曜 2:05 - 2:35（火曜深夜） | 遅れネット |
| 秋田県       | 秋田テレビ（AKT）         | フジテレビ系列 | 2018年1月4日 -                | 日曜 2:45 - 3:15（土曜深夜） | 遅れネット |
| 静岡県       | テレビ静岡（SUT）         | フジテレビ系列 | 2020年4月7日 -                | 火曜 1:35 - 2:05（月曜深夜） | 遅れネット |

### 過去のネット局
- さくらんぼテレビ（山形県)・高知さんさんテレビ - 番組開始当初から2016年9月16日まで同時ネット。
- 福島テレビ - 番組開始当初から2018年3月22日まで同時ネット。
- 岡山放送（岡山県・香川県）- 番組開始当初から2019年9月26日まで同時ネット。
- テレビ愛媛 - 2020年4月29日から5月26日まで遅れネット。

### ネット配信
見逃し配信はフジテレビの放送日時基準。
| 配信元        | 更新日時         | 配信期間       | 備考                               |
| ------------- | ---------------- | -------------- | ---------------------------------- |
| FOD見逃し無料 | 木曜日放送終了後 | 7日間          | 同時ネット局の最新回限定で無料配信 |
| TVer          | 木曜日放送終了後 | 7日間          | 同時ネット局の最新回限定で無料配信 |
| FODプレミアム | 過去開始分から   | 過去開始分から | 有料見放題配信                     |

## スタッフ
- ナレーター：じんぼぼんじ
- 構成：片岡章博、長谷川優
- TP：橋本雄司
- CAM：伊郷賢二、宮崎健司、上田軌行、池田幸弘、茂木彰洋、佐藤厚誠、中澤宏、清水崇行、為谷純、星野洋平、松居康平
- AUD：高橋幸則、加瀬悦史、立本捺美、高橋優二、宮田伸行
- 美術プロデューサー：三竹寛典
- 編集：枻川敦政
- MA：伊藤一馬
- 音響効果：大平拓也
- CG：鈴木鉄平、山崎吉広
- TK：水越理恵
- デスク：栗田美奈子
- 制作P：飯田美沙紀（2018年4月12日-、以前はAP）
- 事業P：有澤ひろみ
- FD：垣内佑太
- ディレクター：五嶋美咲（以前はFD、2018年4月12日の回もD）、小杉隆史、松清弘卓、高橋慎耶
- 演出：宇野慎也
- プロデューサー：太田秀司
- 協力：IMAGICA、ニューテレス、4-Legs、SWITCH、東京衣裳、パークグラフィックス
- 制作：フジテレビ編成局制作センター第二制作室（旧制作局第二制作センター）
- 制作著作：フジテレビ

### 過去のスタッフ
- 演出：筧 大輝
- サウンドデザイン：DJ KIRA
- AP：由茅奈保美
- ディレクター：三浦正幸
- チーフプロデューサー：板谷栄司→若林美樹
- 協力：THE WORKS

## 放送リスト
| 2016年 | 2016年        | 2016年 | 2016年 |
| ------ | ------------- | --- | --- |
| 回     | 放送日 （CX） | 潜入先 | ゲスト |
| 1      | 4月22日       | 仮面バー「Zero」（西麻布） | EXILE ÜSA |
| 2      | 4月29日       | 珍怪魚を食べてみよう（イベント） 米とサーカス（高田馬場） | 山下健二郎（三代目 J Soul Brothers from EXILE TRIBE） |
| 3      | 5月6日        | ○○で２番目シリーズ ・東京で２番目に「美味しいもつ煮」／かんな亭（柴又） ・世界で２番目に「臭い食べ物・ホンオフェ」 ・赤羽で２番目に「美人のママ」／満点星（赤羽） | |
| 4      | 5月13日       | なのにシリーズ ・ケーキ屋なのに「つけ麺」／ 欧風菓子サブロン・裏サブロン（日暮里） ・喫茶店なのに「ラーメン」／亜呂摩（お花茶屋）                                 | |
| 5      | 5月20日       | 太もも写真展（イベント） | NESMITH（EXILE、EXILE THE SECOND） |
| 6      | 5月27日       | 進化するラブホテル ・ウォーターホテル S（国立） ・アペルト（大塚） ・SARA 錦糸町                                                                                  | 日向琴子（ラブホ評論家） |
| 7      | 6月3日        | 痛車＆日本ドール公団（サブカルイベント） | |
| 8      | 6月10日       | 業界紙シリーズ「測量」 | |
| 9      | 6月17日       | 工場夜景 | 佐藤大樹（EXILE、FANTASTICS from EXILE TRIBE）、丸々もとお（夜景評論家） |
| 10     | 6月24日       | 珍肉BBQ | |
| 11     | 7月1日        | 業界紙シリーズ「盆栽」 | |
| 12     | 7月8日        | 心霊タクシー第１弾 前編 | |
| 13     | 7月15日       | 心霊タクシー第１弾 後編 | |
| 14     | 7月22日       | ライザップゴルフ | |
| 15     | 7月29日       | 予告ドッキリ | |
| 16     | 8月5日        | クックパット | |
| 17     | 8月12日       | かき氷 ・氷屋ぴぃす（吉祥寺） ・さくら氷菓店（栃木県土浦） | 原田泉（かき氷評論家） |
| 18     | 8月19日       | 海の家 | 世界（EXILE、FANTASTICS from EXILE TRIBE） |
| 19     | 8月26日       | 池袋男子BL学園 | |
| 20     | 9月2日        | 探偵 | |
| 21     | 9月9日        | フジサンケイクラシック | |
| 22     | 9月16日       | ライザップゴルフ（スコア測定） | |
| 23     | 10月14日      | 悟空のきもち（銀座店） | |
| 24     | 10月21日      | USJハロウィーンイベント 前編 | |
| 25     | 10月28日      | USJハロウィーンイベント 後編 | |
| 26     | 11月4日       | 忍者教室（あきる野市） | |
| 27     | 11月11日      | お座敷遊び ・祇園京料理 花咲（京都） | |
| 28     | 11月18日      | 進化するラブホテル 京都編 ・ホテル ロータス ・ホテル マイアミ | 日向琴子（ラブホ評論家） |
| 29     | 11月25日      | 名湯 老松温泉 喜楽旅館（栃木県那須） | |
| 30     | 12月2日       | ロックバランシング | |
| 31     | 12月9日       | 下水道 | |
| 32     | 12月16日      | 今年のヤバい（総集編） | |
| 2017年 |               | | |
| 33     | 1月13日       | マツのヒゲ向上委員会 前編 | 蝶野正洋、渡部陽一、ボビー・オロゴン、山田ルイ53世（髭男爵）、阿部恒久 |
| 34     | 1月20日       | マツのヒゲ向上委員会 後編 | 蝶野正洋、渡部陽一、ボビー・オロゴン、山田ルイ53世（髭男爵）、 平井"ファラオ"光（馬鹿よ貴方は）、阿部恒久 |
| 35     | 1月27日       | 田村トレーニングセンター（埼玉県東松山） | |
| 36     | 2月3日        | 氷彫刻 | EXILE ÜSA |
| 37     | 2月10日       | スポーツウィップ | |
| 38     | 2月17日       | タイ 前編 | |
| 39     | 2月24日       | タイ 後編 | |
| 40     | 3月3日        | 進化するラブホテル 大分編 ・スカイパラダイス ラクエン ・スカイリゾートホテル ハバナクラブ                                                                         | 日向琴子（ラブホ評論家） |
| 41     | 3月10日       | 沖縄 ・山羊料理 美咲 ・手作りバンジーブランコ 山田水車屋 | |
| 42     | 3月17日       | タイ（未公開シーン） | |
| 43     | 4月14日       | 暗闇コン | |
| 44     | 4月21日       | 新潟美人 | |
| 45     | 4月28日       | 酒蔵 諸橋酒造（新潟） | |
| 46     | 5月5日        | ダジャレ活用協会 | EXILE MAKIDAI |
| 47     | 5月12日       | マジッククリエイター ・MAGIC BAR CREA（南青山） | |
| 48     | 5月19日       | 天才キッズ ・へーグル（立川） | |
| 49     | 5月26日       | マッスルモンスター（相模原） | |
| 50     | 6月2日        | BLEA女子高等部（渋谷） | |
| 51     | 6月9日        | ノースサファリサッポロ 前編（札幌） | |
| 52     | 6月16日       | ノースサファリサッポロ 後編（札幌） | |
| 53     | 6月23日       | 北海道絶景 ・星野リゾート トマム | |
| 54     | 6月30日       | 高田川部屋 朝稽古 | 山根千佳 |
| 55     | 7月7日        | 高田川部屋 力士のプライベート | 山根千佳 |
| 56     | 7月14日       | 催眠術 | 十文字幻斎 |
| 57     | 7月21日       | ヒゲを送る会 前編 | 蝶野正洋、渡部陽一、ボビー・オロゴン、平井"ファラオ"光（馬鹿よ貴方は） 日向琴子（ラブホ評論家） |
| 58     | 7月28日       | ヒゲを送る会 後編 ・「ウツボカズラの夢」ドラマ現場 ・居酒屋えぐざいる（台場）                                                                                     | 蝶野正洋、渡部陽一、ボビー・オロゴン、平井"ファラオ"光（馬鹿よ貴方は） 日向琴子（ラブホ評論家） |
| 59     | 8月4日        | 居酒屋えぐざいる（台場） | |
| 60     | 8月11日       | 深海魚釣り | 山下健二郎（三代目 J Soul Brothers from EXILE TRIBE） |
| 61     | 8月18日       | UFO | 武良信行、久間章正 |
| 62     | 8月25日       | 江ノ島街ブラ | |
| 63     | 9月1日        | マツの奮闘記2017上半期 | |
| 64     | 9月8日        | アナトレ 前編 | 牧原俊幸（フジテレビアナウンサー）、笠井信輔（フジテレビアナウンサー） |
| 65     | 9月15日       | アナトレ 後編 | 笠井信輔（フジテレビアナウンサー）、阿部知代 |
| 2017年 |               | | |
| 66     | 10月12日      | 名古屋の驚愕グルメ ・喫茶マウンテン ・ニューヨーク | |
| 67     | 10月19日      | パーティゲーム対決 前編 | 橘ケンチ（EXILE、EXILE THE SECOND） NESMITH（EXILE、EXILE THE SECOND） 世界（EXILE、FANTASTICS from EXILE TRIBE） 佐藤大樹（EXILE、FANTASTICS from EXILE TRIBE） Dream Ami、佐藤晴美（E-girls、Flower） THE RAMPAGE from EXILE TRIBE |
| 68     | 10月26日      | パーティゲーム対決 後編 アナトレ未公開シーン | DOBERMAN INFINITY、八木将康（劇団EXILE） |
| 69     | 11月2日       | 「ジュンコ」探し 前編（名古屋） ・百万ドル | |
| 70     | 11月9日       | 「ジュンコ」探し 後編（名古屋） ・海老どて食堂 ・大岩亭 | |
| 71     | 11月16日      | 傘 耐久 | |
| 72     | 11月23日      | 警察犬訓練学校（神奈川県伊勢原） | DOBERMAN INFINITY |
| 73     | 11月30日      | 韓国でトイレ探し ・火酒マッサージ ・Nソウルタワー | |
| 74     | 12月7日       | パラダイスシティ（韓国） | |
| 75     | 12月14日      | 禁断の扉シリーズ 第1弾「スカイツリー」 | |
| 76     | 12月21日      | 2017年 総集編 | |
| 2018年 |               | | |
| 77     | 1月11日       | 韓国未公開シーン ・明洞屋台村 ・広蔵市場 | |
| 78     | 1月18日       | 川上り（「古川」 竹芝〜麻布十番） | |
| 79     | 1月25日       | 老舗めぐり ・たいめいけん（日本橋） ・大正湯（蒲田） | |
| 80     | 2月1日        | おもしろ発明家 | Dream Ami |
| 81     | 2月8日        | 上京娘にオネダリ郷土料理 第1弾 下北沢編 | |
| 82     | 2月15日       | 上京娘にオネダリ郷土料理 第1弾 下北沢編 | |
| 83     | 2月22日       | 舞台「MATSUぼっち06」 フレアバーテンディングに挑戦 | MITSU |
| 84     | 3月1日        | なでしこ応援 サッカー対決 | |
| 85     | 3月8日        | 新OPCG撮影 前編 | くっきー（野性爆弾） |
| 86     | 3月15日       | 新OPCG撮影 前編 | くっきー（野性爆弾） |
| 87     | 3月22日       | マツの不安回未公開 | |
| 88     | 4月12日       | ３年目突入企画 | |
| 89     | 4月19日       | 漫才 | トレンディエンジェル |
| 90     | 4月26日       | 上京娘にオネダリ郷土料理 第２弾 中野編 | |
| 91     | 5月3日        | 貴方のキスを撮らせてください | |
| 92     | 5月10日       | 急遽ロケ変更 前編（熱海） ・松風苑 | |
| 93     | 5月17日       | 急遽ロケ変更 後編（熱海） ・新かどや ・來宮神社 ・熱海サンビーチ                                                                                                  | |
| 94     | 5月24日       | 終着駅「西高島平」 | |
| 95     | 5月31日       | 離島シリーズ 第１弾「利島」 | |
| 96     | 6月7日        | 離島シリーズ 第１弾「利島」 | |
| 97     | 6月14日       | 上京娘にオネダリ郷土料理 第３弾 下北沢編 | |
| 98     | 6月21日       | デカ盛りグルメ（調布） ・食神 餃子王 ・そば処 若松屋 ・cafe AiR                                                                                                   | |
| 99     | 6月28日       | W杯応援企画 | じゅんいちダビッドソン |
| 100    | 7月5日        | 放送100回企画 前編 | 岡本信人 |
| 101    | 7月12日       | 放送100回企画 後編 | 岡本信人 |
| 102    | 7月19日       | シンガポールでストレス発散 ・フラグメントルーム ・亀スープ（Ser Seng Herbs Restaurant） ・ドリアン鍋（CHARCOAL THAI）                                             | |
| 103    | 7月26日       | ULTRA SINGAPORE | Afrojack |
| 104    | 8月2日        | ULTRA SINGAPORE 海外ハプニング集 | Afrojack |
| 105    | 8月9日        | 野草探し＆グルメ | 岡本信人 |
| 106    | 8月16日       | 心霊タクシー 第２弾 | シークエンスはやとも |
| 107    | 8月23日       | 擬似生放送（居酒屋えぐざいる） | |
| 108    | 8月30日       | BBQ | たけだバーベキュー、中島美央（Flower） |
| 109    | 9月6日        | マツが不在のMATSUぼっち | 岡本信人 |
| 110    | 9月13日       | 岐阜グルメ（柳家・民宿えがお） | |
| 111    | 9月20日       | 視聴者の声にお応え | |
| 112    | 10月11日      | 離島シリーズ 第２弾「式根島」 | |
| 113    | 10月18日      | 離島シリーズ 第２弾「式根島」 | |
| 114    | 10月25日      | サイレント企画 前編（横浜中華街） | Dream Ami |
| 115    | 11月1日       | サイレント企画 後編（横浜中華街） | Dream Ami |
| 116    | 11月8日       | パーティグッズ開発会社 「トライ・ディー」 | |
| 117    | 11月15日      | プロの笑い屋さん | |
| 118    | 11月22日      | 禁断の扉シリーズ 第２弾 「東京湾アクアライン」 | |
| 119    | 11月29日      | 台湾弾丸 | |
| 120    | 12月6日       | 科学で罰ゲーム | くられ |
| 121    | 12月13日      | ライス VS パン | ライス、片山智香子 |
| 122    | 12月20日      | MATSUぼっち忘年会 | 岡本信人、Dream Ami、たけだバーベキュー、高橋宏三（発明家）、加納広明（全力さん）、笑い屋さん、村田 |
| 2019年 |               | | |
| 123    | 1月10日       | 車中泊 | Mikasu、平安桜、浅井祐一 |
| 124    | 1月17日       | 車中泊 & MATSUぼっち新年会 | 車中泊：Mikasu、平安桜、浅井祐一 新年会：岡本信人、Dream Ami、たけだバーベキュー、高橋宏三（発明家）、加納広明（全力さん）、笑い屋さん、村田                                                                                         |
| 125    | 1月24日       | 秋田テレビ × EXILE MATSU ・自動販売機のうどん ・男鹿水産 ・カレーハウス ブー ・秋田市民市場                                                                       | |
| 126    | 1月31日       | 秋田テレビ × EXILE MATSU ・「土曜LIVE! あきた」で お天気キャスター ・夏瀬温泉 都わすれ                                                                            | |
| 127    | 2月7日        | 魚民の最下位当てたら帰れマツ | |
| 128    | 2月14日       | 魚民の最下位当てたら帰れマツ | ゆにばーす はら、小澤雄太、なた豆マン |
| 129    | 2月21日       | 地下神殿（首都圏外郭放水路） | ひょっこりはん、ダンディ坂野 |
| 130    | 2月28日       | 上京娘にオネダリ郷土料理 第4弾 吉祥寺編 | |
| 131    | 3月7日        | 成田国際空港の裏側 | |
| 132    | 3月14日       | ソロ活 | ソロ活の達人 朝井麻由美 |
| 133    | 3月21日       | ネットの書き込みと共に振り返る名場面 | |
| 134    | 4月11日       | 奇跡を信じて風船を飛ばす | |
| 135    | 4月18日       | バンジージャンプ克服 前編 ・屋内スカイダイビング「FlyStation」 ・高所清掃作業体験                                                                                 | |
| 136    | 4月25日       | バンジージャンプ克服 後編 ・みなかみバンジー | 降霊術師 高野モナミ |
| 137    | 5月2日        | 令和グルメ ・十三屋 ・グランドハイアット東京「オークドア」 ・餃子の安亭 新宿思い出横町店                                                                          | |
| 138    | 5月9日        | 絵本教室 | |
| 139    | 5月16日       | 新進気鋭のパフォーマー | |
| 140    | 5月23日       | 女性スタッフだけの便利屋さん & 新進気鋭のパフォーマー | ・兜蟹 ・ゆーびーむ☆ ・くるくる ・小出あかり ・ねこじゃらし ・ワールドヲーター |
| 141    | 5月30日       | ハッカーズバー | ・ザ・バーディーズ ・あべし |
| 142    | 6月6日        | 悪役専門事務所「高倉組」 ・フォーチュナーティーボックス ・HARRY原宿                                                                                               | 鬼越トマホーク |
| 143    | 6月13日       | 番組初のポスター作成 | 野性爆弾 くっきー |
| 144    | 6月20日       | 水切り対決 | GENERATIONS 片寄涼太 水切りチャンピオン 橋本桂佑 |
| 145    | 6月27日       | 訳あり深夜メシ | DOBERMAN INFINITY |
| 146    | 7月4日        | 代々木アニメーション学院 前編 | 松本梨香 |
| 147    | 7月11日       | 代々木アニメーション学院 後編 | 松本梨香 |
| 148    | 7月18日       | クラブデビュー | |
| 149    | 8月1日        | 差し入れ | 浅倉カンナ NESMITH（EXILE、EXILE THE SECOND） 吉柳咲良 |
| 150    | 8月8日        | 築地銀だこ | |
| 151    | 8月15日       | 芸能界ギャル化計画 | 強め三姉妹（egg専属モデル） 有村藍里 フワちゃん 鈴木奈々 ルー大柴 藤本万梨乃 |
| 152    | 8月22日       | 乳首が透けたらロケ終了 in沖縄 | |
| 153    | 8月29日       | NGワードで地獄行き in沖縄 | |
| 154    | 9月5日        | 嘘を見破れ！雑学ツアー | EXILE TAKAHIRO 岡田義徳 |
| 155    | 9月12日       | ダジャレBBQ | MAKIDAI アップアップガールズ（仮）新井愛瞳 クック井上 |
| 156    | 9月19日       | ピーチジョン | 鈴木伸之 |
| 157    | 9月26日       | 総集編 & 嘘を見破れ！雑学ツアー未公開 | 強め三姉妹（egg専属モデル） EXILE TAKAHIRO 岡田義徳 |
| 158    | 10月10日      | まかない飯 | |
| 159    | 10月17日      | 爆弾発言 | |
| 160    | 10月24日      | ASMR | |
| 161    | 10月31日      | ネタ見せウォーク &一緒にやろう2020 ゴミ箱選手権 | |
| 162    | 11月7日       | 全米感涙協会 | 寺井広樹 |
| 163    | 11月14日      | 忍者カフェ | |
| 164    | 11月21日      | 上京娘にオネダリ郷土料理 第5弾 三軒茶屋編 | GENERATIONS 数原龍友 |
| 165    | 11月28日      | 最強決定戦 | 那須川天心 |
| 166    | 12月5日       | 街でしりとり | |
| 167    | 12月12日      | クリスマスロケハン | |
| 168    | 12月19日      | あなたのキスを撮らせてください 第２弾 | |
| 2020年 |               | | |
| 169    | 1月9日        | 書き初め | |
| 170    | 1月16日       | エメラルドクラブ | |
| 171    | 1月23日       | 最強占い師に乗っかりアメリカへ | ムンロ王子 |
| 172    | 1月30日       | 上陸禁止飯 inアメリカ | |
| 173    | 2月6日        | 豪華物件&運試し inアメリカ | |
| 174    | 2月13日       | マツをラスベガスの人気者に | |
| 175    | 2月20日       | MAX企画 ・MAX10円玉 ・MAX 輪ゴムスイカ | EXILE NAOTO |
| 176    | 2月27日       | 松田社長の買い物密着 | 松田裕美（株式会社エムズファクトリー） 井上ブルドーザー |
| 177    | 3月5日        | | |